# Фундаментальна частинка
Фундамента́льна части́нка —  безструктурна елементарна частинка, яку досі не вдалося описати як складну. 
Нині термін застосовується переважно щодо лептонів і кварків (по 6 частинок кожного роду, разом з античастинками, складають набір з 24 фундаментальних частинок) у сукупності з калібрувальними бозонами (частинками, що переносять фундаментальні взаємодії).